# Macrocheles merdarius
Macrocheles merdarius är en spindeldjursart som först beskrevs av Berlese 1889.  Macrocheles merdarius ingår i släktet Macrocheles och familjen Macrochelidae. Inga underarter finns listade i Catalogue of Life.